# Kungariket Böhmen
Kungariket Böhmen (tjeckiska: České království; slovakiska: České kráľovstvo; tyska: das Königreich Böhmen;  latin: Rēgnum Bohēmiae, även Rēgnum Czechōrum) var beläget i regionen Böhmen i Centraleuropa, vars största del låg på det område som senare kom att bli Tjeckien. Tillsammans med markgrevskapet Mähren, de schlesiska hertigdömena (till 1742, därefter endast Österrikiska Schlesien) samt Ober- och Niederlausitz (till 1635) utgjorde det Böhmiska kronans länder.
Kungen var furste under tysk-romerska riket fram till 1806, då det i stället kom under Österrikiska kejsardömet, och från 1867 Österrike-Ungern. Efter Centralmakternas nederlag i första världskriget upplöstes både kungariket och kejsardömet, och Böhmen blev i stället en del av den då bildade Tjeckoslovakiska republiken.

## Administrativ indelning

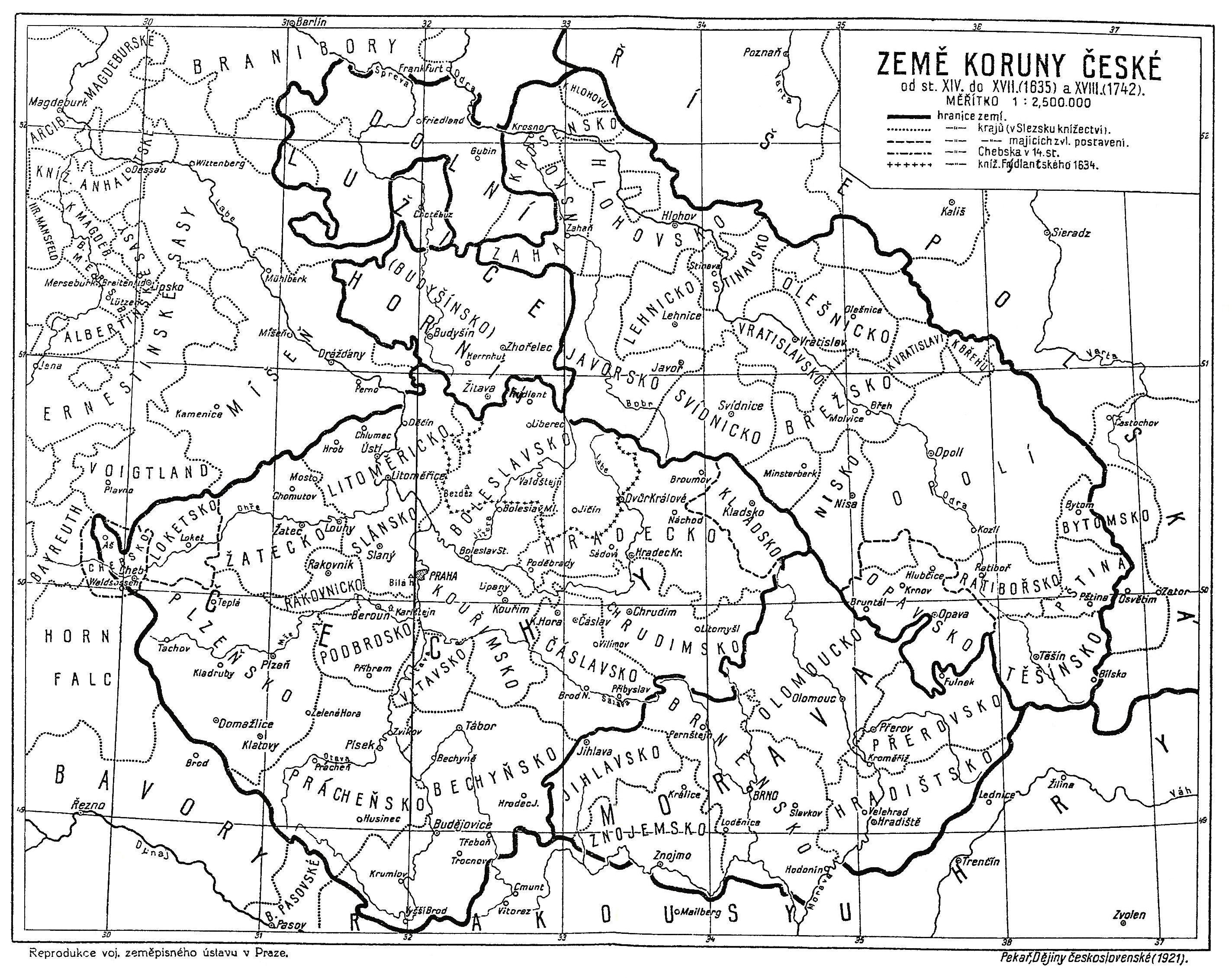
Böhmiska kronans länder fram till 1742. (Inklusive intern delning.) Karta av Josef Pekař, 1921.

Böhmen var indelat i kraj med följande huvudorter:
- Bechyně
- Boleslav
- Čáslav
- Chrudim
- Hradec Králové
- Kladsko
- Kouřim vid Prag
- Litoměřice
- Loket
- Vltava
- Plzeň
- Podbrdy vid Beroun
- Prácheň vid Písek
- Rakovník
- Slaný
- Žatec